# Сонепур
Сонепур (англ. Sonepur) или Субарнапур (англ. Subarnapur) — город в индийском штате Орисса. Административный центр округа Субарнапур. Средняя высота над уровнем моря — 120 метров. По данным всеиндийской переписи 2001 года, в городе проживало 17 535 человек, из которых мужчины составляли 53 %, женщины — соответственно 47 %. Уровень грамотности взрослого населения составлял 74 % (при общеиндийском показателе 59,5 %). Уровень грамотности среди мужчин составлял 82 %, среди женщин — 65 %. 11 % населения было моложе 6 лет.